# Instituto de Investigaciones y Control
El Instituto de Investigaciones y Control (IDIC) del Ejército de Chile, es un centro para verificar la calidad de bastimentos, pertrechos y sistemas militares, certificar la calidad de los elementos sometidos al control establecidos en la Ley de Control de Armas, y efectuar investigación en el ámbito de competencia técnica para satisfacer las necesidades del Ejército y de la Dirección General de Movilización Nacional.
Fue creado el 3 de mayo de 1911, según Decreto Orgánico G.4 Nº1.108, con el nombre de “Comisión de ensayos, revisión y experimentación del material de guerra", con la misión de prestar asesoría técnica al mando del Ejército en lo referente al control de calidad de los materiales adquiridos o fabricados por las industrias militares o civiles del país.
El 10 de octubre de 1927, según D.S. Nº3.081 y con el nombre de “Comisión de intervención y experimentación", pasó a ocupar instalaciones de FAMAE para intervenir directamente en la investigación y control de la producción de material de guerra de esa industria.
En 1931, se instaló la Sección Gases y Guerra Química (hoy Departamento Químico), cuya misión era la de efectuar trabajos referidos al empleo de elementos químicos en acciones tácticas.
En 1936, se inició la construcción del pabellón para el Laboratorio Balístico (hoy Departamento de Armamentos y Municiones) con el fin de poder determinar la seguridad y calidad de las armas y municiones.
El 10 de julio de 1958 según D.S. EMGE. O/P. Nº168, pasó a llamarse: "Instituto de Investigaciones y Control”. En 1961 por Decreto Supremo N°241 y N°264 se le asignan las funciones de Organismo Controlador de la República para efectuar el control de la calidad desde el punto de vista de la peligrosidad de armas de fuego, municiones, explosivos, artificios pirotécnicos y en general de cualquier sustancia química de carácter explosivo fabricado en el país o en el extranjero.